# 木村博之
木村博之（日語：きむら・ひろゆき，转写：Hiroyuki Kimura，1982年1月30日—），日本足球裁判，生于千葉縣。2006年12月登录为日本一级裁判员，2008年起作为主裁判执法J2联赛，2010年成为J1联赛主裁判，2014年成为国际级主裁判。

## 简历
木村博之生于日本千葉縣，一说生于北海道札幌市，先后就读于札幌市立前田中学校、北海道札幌稻雲高等学校，后来进入北海学園大学修读。2005年进入日本郵便株式会社就职。
2006年12月，木村博之取得一级裁判员资格。2008年起，他作为主裁判执法J2联赛，2010年成为J1联赛主裁判。2013年中国足球超级联赛，受中国足协的邀请执法第12轮北京国安与辽宁宏运的比赛。。